# La Cantera, Manlio Fabio Altamirano
La Cantera är en ort i Mexiko.   Den ligger i kommunen Manlio Fabio Altamirano och delstaten Veracruz, i den sydöstra delen av landet, 300 km öster om huvudstaden Mexico City. La Cantera ligger 58 meter över havet och antalet invånare är 244.
Terrängen runt La Cantera är platt, och sluttar österut. Runt La Cantera är det ganska glesbefolkat, med 39 invånare per kvadratkilometer. Närmaste större samhälle är Las Amapolas, 19,1 km nordost om La Cantera. Omgivningarna runt La Cantera är en mosaik av jordbruksmark och naturlig växtlighet.